# Hội chứng Cushing
Hội chứng Cushing là một tập hợp các dấu hiệu và triệu chứng do tiếp xúc lâu dài với cortisol. Các dấu hiệu và triệu chứng có thể bao gồm cao huyết áp, bụng phệ nhưng với cánh tay và chân mỏng, vết rạn da đỏ, mặt đỏ tròn, cục mỡ giữa vai, cơ bắp yếu, xương yếu, mụn trứng cá và làn da mỏng manh chữa lành kém. Phụ nữ có thể có nhiều tóc và kinh nguyệt không đều. Thỉnh thoảng có thể có những thay đổi về tâm trạng, đau đầu và cảm giác mệt mỏi kinh niên.
Hội chứng Cushing gây ra bởi việc dùng một loại thuốc giống như cortisol quá mức như prednisone hoặc một khối u tạo ra hoặc dẫn đến việc tuyến thượng thận sản xuất quá nhiều cortisol. Các trường hợp do u tuyến yên được gọi là bệnh Cushing. Đây là nguyên nhân phổ biến thứ hai của hội chứng Cushing sau khi dùng thuốc. Một số khối u khác cũng có thể gây ra hội chứng Cushing. Một số trong số này có liên quan đến các rối loạn di truyền như đa nhân nội tiết loại 1 và phức hợp Carney. Chẩn đoán đòi hỏi một số bước. Bước đầu tiên là kiểm tra thuốc mà người bệnh dùng. Bước thứ hai là đo nồng độ cortisol trong nước tiểu, nước bọt hoặc trong máu sau khi dùng dexamethasone. Nếu xét nghiệm này là bất thường, cortisol có thể được đo vào đêm khuya. Nếu cortisol vẫn cao, xét nghiệm máu cho ACTH có thể được thực hiện.
Hầu hết các trường hợp này có thể được điều trị và chữa khỏi. Nếu do thuốc, những thứ này thường có thể được dừng lại từ từ. Nếu hội chứng gây ra bởi một khối u, nó có thể được điều trị bằng cách kết hợp phẫu thuật, hóa trị và/hoặc xạ trị. Nếu tuyến yên bị ảnh hưởng, các loại thuốc khác có thể được yêu cầu để thay thế chức năng bị mất của nó. Với điều trị, tuổi thọ thường là bình thường. Một số người mà phẫu thuật không thể loại bỏ toàn bộ khối u, có làm tăng nguy cơ tử vong.